# Rekordy Europy w lekkoatletyce
Poniższe tabele przedstawiają lekkoatletyczne rekordy Europy: